# Maciej Janowski (historyk)
Maciej Janowski (ur. 6 czerwca 1963 w Warszawie) – polski historyk, dyrektor Instytutu Historii PAN od 2020.

## Życiorys
Ukończył XLIX LO w Warszawie. Laureat VII Olimpiady Historycznej (I miejsce ex aequo). W 1987 ukończył studia historyczne na Uniwersytecie Warszawskim. W 1993 obronił w Instytucie Historii PAN pracę doktorską Liberalizm w kraju zacofanym – demokraci galicyjscy przed I wojną światową napisaną pod kierunkiem Jerzego Jedlickiego, tam w 1999 otrzymał stopień doktora habilitowanego, przedstawiając pracę Polska myśl liberalna do roku 1918. W 2010 otrzymał tytuł profesora. Jest kierownikiem Pracowni Dziejów Inteligencji Instytutu Historii PAN.
Wykładał także w Uniwersytecie Środkowoeuropejskim w Budapeszcie. 
W 2009 otrzymał Nagrodę historyczną „Polityki”, Nagrodę Biblioteki Raczyńskich i Nagrodę im. Jerzego Giedroycia jako współautor książki Dzieje inteligencji polskiej do roku 1918 (z Jerzym Jedlickim i Magdaleną Micińską).
Wnuk Ludwika Widerszala. 

## Publikacje
- Inteligencja wobec wyzwań nowoczesności. Dylematy ideowe polskiej demokracji liberalnej w Galicji w latach 1889-1914 (1996)
- Polska myśl liberalna do 1918 roku (1998); wersja angielska: Polish Liberal Thought before 1918 (2004)
- Narodziny inteligencji 1750-1831 (2008) – pierwszy tom Dziejów inteligencji polskiej do roku 1918 (pod. red. Jerzego Jedlickiego); wersja angielska: Birth of the Intelligentsia 1750–1831 (2014)